# Гуанчи
Гуа́нчи (от гуанчинет — люди Тенерифе) — ставшее нарицательным название для коренного населения Канарских островов. В действительности это имя принадлежит только туземцам Тенерифе, где до сих пор встречается фамилия Гуанча. Обитатели других Канарских островов звались махорерами, бимбаче, ауритами и др. Они заметно различались по своим культурным традициям. Плотной взаимосвязи между Канарскими островами вплоть до XV века не было, каждый остров жил сам по себе. Говорили гуанчи на гуанчских (канарских) языках. Махореры, бимбаче, ауриты, собственно гуанчи и др. говорили на родственных, хотя и не тождественных языках, которые, вероятней всего, близки к берберским языкам (афразийская семья языков) соседнего континента.
В ходе испанского завоевания (1402—1496) гуанчи во главе с Бенехаро оказали сопротивление завоевателям. В последующие годы основная часть гуанчей была истреблена или продана в рабство. Оставшиеся гуанчи смешались с испанцами, приняв христианство и утратив свой родной язык.

## Происхождение гуанчей
Происхождение гуанчей в точности неизвестно. В частности, на севере Тенерифе преобладали люди с темно-русыми волосами, южнее — чаще брюнеты. По сообщениям испанских и других завоевателей, в XV веке остров Тенерифе населяли светлокожие аборигены европеоидного типа, среди которых иногда встречались люди с серыми и синими глазами и с каштановыми или рыжеватыми волосами. Нормандский мореплаватель начала XV века Жан де Бетанкур подробно описал странный язык гуанчей, которые якобы могли понимать речь соплеменников, не произнося ни звука и только шевеля губами, а также переговариваться свистом на расстоянии до 15 километров (на одном из островов до сих пор существует свистящий язык сильбо гомеро).
В прошлом выдвигались разнообразные теории об их связи с античным мифом об Атлантиде, древними египтянами, финикийцами, германцами, кельтами и т. п. Кроме того, у гуанчей находят характерные черты кроманьонцев, древнейшего населения Европы, если говорить о людях современного антропологического типа. Исчезнувшую расу, к которой принято причислять гуанчей, называют мехтоидной; носители данной расы населяли север Африки до начала неолита и были ассимилированы или уничтожены носителями средиземноморской расы.
Сейчас научное сообщество связывает происхождение гуанчей с Северной Африкой: популярной гипотезой считается их родство с берберами, основанное на предположительной близости языков гуанчей с берберскими. Однако, некоторые авторы полагают, что найденные на архипелаге надписи оставлены не гуанчами, а относительно недавними переселенцами с материка (возможно даже, туарегами).
Интересно, что своих вождей гуанчи называли словом «менсей» (исп. Mencey), на языке же западноафриканского народа мандинка слово «манса» (mansa) означает правителя. Титул «манса» носили в XIII—XV веках правители могущественной мусульманской Империи Мали. Это лишний раз свидетельствует в пользу тесных связей гуанчей с Африкой.

## Первое письменное свидетельство
Первые достоверные записи о гуанчах были сделаны в 1150 году арабским географом Ал-Идриси в книге «Нузхат ал-муштак», написанной им для короля Сицилии Рожера II. В ней Идриси сообщает о плавании, совершённом арабскими мореходами из Лиссабона, для исследования островов к юго-западу от Пиренейского полуострова.
Согласно ему, арабы после довольно продолжительного плавания достигли некоего необитаемого острова, где они обнаружили «огромное количество овец, чьё мясо было жёстким и несъедобным», и затем «продолжили свой путь на юг, где вскоре они набрели на ещё один остров, который сперва им показался также необитаемым, однако на нём были обнаружены культивируемые поля». Приблизившись к острову, мореходы оказались со всех сторон окружены людьми на барках, которые доставили их на берег, «в деревню, чьи жители в немалом количестве были светловолосы, с длинными льняными волосами, и женщинами редкой красоты». Один из жителей знал арабский язык и спросил, откуда они прибыли. Затем правитель деревни приказал отправить их обратно на континент, где их радушно приняли берберы.

## Загадка гуанчей
Канарские острова расположены в 115 километрах от побережья Африки, и миграция на них не облегчается никакими «перевалочными пунктами». Между тем, у гуанчей (зафиксированных испанцами в очень поздний период) не было ничего, напоминающего флот или корабельное дело.
Кроме того, особенности антропологического типа гуанчей (мехтоидная раса) не характерны для широт, где они обитали.
Ещё одна причина для вопросов — пирамиды острова Тенерифе — прямоугольные пирамиды, подобные пирамидам майя и ацтеков в Мексике. В пещере под одной из таких пирамид жили гуанчи: она была резиденцией одного из десяти правителей острова Тенерифе.
Впрочем, по сообщению Плиния Старшего, в V веке до н. э. (а именно, во времена Ганнона Мореплавателя), Канарские острова были необитаемы, однако на них уже были расположены руины больших сооружений.

## Хозяйство, политика и культура
К моменту прихода испанцев гуанчи занимались земледелием (основная пища — гофио, мука из прожаренных зёрен), разводили коз, овец, свиней, а также огромных пастушеских собак бардино, не знали металла (изготавливали орудия из камня и обсидиана; на Гран-Канария были известны шлифованные боевые топоры) и гончарного круга, одежду делали из козьих шкур, жили в естественных или искусственных пещерах.
Гуанчи делились на сословия. Племена возглавлялись вождями (на Тенерифе — менсей, гуанартем на Гран-Канария и др.), правившими совместно с советом (тагорор). Вступая в должность, менсей острова Тенерифе неизменно провозглашал: «Клянусь сделать каждого подданного счастливым!».
Покойников гуанчи хоронили в пещерах, мумифицировали, есть известия о геронтициде (оставлении стариков в пещерах), ритуалах откармливания девушек перед замужеством, культе верховного божества (Ачихуран на Тенерифе, Акоран на Гран-Канария, Эраоранхан на Иерро и т. д.).
Были известны оборонительные укрепления, сохранились монументальные постройки на о. Тенерифе, петроглифы с надписями (не расшифрованы). Также известно несколько сот слов языка гуанчей.
Y-хромосомная гаплогруппа R1b-M269 обнаружена в образцах коренного населения (гуанчей) с умеренной частотой — 10 % (Fregel et al. 2009). У древних коренных жителей Канарских островов, живших в VI—XIV веках, определены митохондриальные гаплогруппы H1cf, H1e1a9, H2, H3 и H4a1e.

## Завоевание Канарии
В начале XV века остров Фуэртевентуру (который населяло племя махореров) завоевал французский мореплаватель Жан де Бетанкур, провозгласивший себя в мае 1402 года «королём Канарии», но вскоре уступивший все завоёванные и незавоёванные острова Канарского архипелага кастильскому королю Энрике III, для себя же выговоривший пожизненное губернаторство. Наследником Бетанкура-завоевателя на губернаторском посту стал его племянник Масио де Бетанкур. Брак последнего с махорерской девушкой оказался чрезвычайно плодовитым: ныне «диаспора» Бетанкуров проживает почти на всех Канарских островах, а также на Азорских островах, в Венесуэле и Бразилии.
Как писал сопровождавший Бетанкура монах Ле Верьер, «Людей на Тенерифе много и они очень сильны». По свидетельству венецианского моряка Альвизе де Ка да Мосто (Кадамосто, 1455 г.), «Гуанчи сильны в метании камней и обладают такой силой рук, что двумя-тремя ударами кулака разбивают вдребезги щит!». В 1494—1496 годах аборигены во главе с Бенехаро оказывали стойкое сопротивление завоевателям.
Тенерифе — последний канарский остров, завоёванный испанцами: это случилось в 1497 году, когда были взяты в плен последние менсеи (князья) Тенерифе. Туземные языки вышли из употребления в XVI веке, ныне разноплеменное население архипелага (гуанчи, нормандцы, гасконцы, испанцы, мориски, фламандцы, ирландцы) — почти на 100 % испаноязычно. На Фуэртевентуре уцелело до наших дней самоназвание коренных жителей. «Кора защищает деревья, От солнца спасает сомбреро, А остров Фуэртевентура веками хранят махореры!» — поётся в неофициальном гимне острова.

## Страны гуанчской диаспоры
- Алжир;
- Аргентина;
- Бразилия;
- Венесуэла;
- Доминиканская республика;
- Куба — здесь нередка фамилия Гуанча;
- Пуэрто-Рико;
- США;
- Уругвай;
- Чили

Примечательно, что гуанчские родовые корни имелись у таких латиноамериканских деятелей XIX века, как главнокомандующий Венесуэльской революционной армией Франсиско Миранда, президент Венесуэлы Хосе Антонио Паэс, отец-основатель уругвайского государства Хосе Хервасио Артигас, его друг и соратник — поэт Бартоломе Идальго.

## Кинематограф
В 1954 году итальянским режиссёром Паоло Моффа был снят приключенческий художественный фильм «Принцесса Канарская», в основе сюжета которого была положена история любви испанского дворянина-конкистадора и дочери вождя гуанчей. Главную мужскую роль в фильме сыграл молодой Марчелло Мастроянни.